# Gare de Hamamatsu
La gare de Hamamatsu (浜松駅, Hamamatsu-eki) est une gare ferroviaire de la ville de Hamamatsu, dans la préfecture de Shizuoka, au Japon. Elle est située dans l'arrondissement de Chūō. La gare est desservie par la ligne Shinkansen Tōkaidō et la ligne principale Tōkaidō de la JR Central.

## Situation ferroviaire
La gare de Hamamatsu est située au point kilométrique (PK) 238,9 de la ligne Shinkansen Tōkaidō et au PK 257,1 de la ligne principale Tōkaidō.

## Historique
La gare de Hamamatsu a été inaugurée le 1er septembre 1888. Le Shinkansen y arrive le 1er octobre 1964.

## Service des voyageurs

### Accueil
La gare dispose d'un bâtiment voyageurs, avec guichets, ouvert tous les jours.

### Desserte
- Ligne principale Tōkaidō :
  - voies 1 et 3 : direction Kakegawa et Shizuoka
  - voies 2 et 4 : direction Toyohashi et Nagoya
- Ligne Shinkansen Tōkaidō :
  - voie 5 : direction Tokyo
  - voie 6 : direction Nagoya et Shin-Osaka

### Intermodalité
La gare de Shin-Hamamatsu de la compagnie Entetsu, terminus de la ligne Enshū Railway, est située à proximité de la gare.